# العلاقات المجرية الفنلندية
العلاقات المجرية الفنلندية هي العلاقات الثنائية التي تجمع بين المجر وفنلندا.

## مقارنة بين البلدين
هذه مقارنة عامة ومرجعية للدولتين:
| وجه المقارنة                                              | المجر                                                       | فنلندا                                                                               |
| --------------------------------------------------------- | ----------------------------------------------------------- | ------------------------------------------------------------------------------------ |
| المساحة (كم2)                                             | 93.04 ألف                                                   | 338.42 ألف                                                                           |
| عدد السكان (نسمة)                                         | 9.78 مليون                                                  | 5.52 مليون                                                                           |
| الكثافة السكانية (ن./كم²)                                 | 105.12                                                      | 16.31                                                                                |
| العاصمة                                                   | بودابست                                                     | هلسنكي                                                                               |
| اللغة الرسمية                                             | لغة مجرية                                                   | اللغة الفنلندية، اللغة السويدية                                                      |
| العملة                                                    | فورنت مجري                                                  | يورو، ماركا فنلندية                                                                  |
| الناتج المحلي الإجمالي (بليون دولار)                      | 139.14 مليار                                                | 251.88 مليار                                                                         |
| الناتج المحلي الإجمالي (تعادل القوة الشرائية) بليون دولار | 260.42 مليار                                                | 231.84 مليار                                                                         |
| الناتج المحلي الإجمالي الاسمي للفرد دولار أمريكي          | 12.36 ألف                                                   | 42.31 ألف                                                                            |
| الناتج المحلي الإجمالي للفرد دولار أمريكي                 | 25.07 ألف                                                   | 40.68 ألف                                                                            |
| مؤشر التنمية البشرية                                      | 0.828                                                       | 0.883                                                                                |
| رمز المكالمات الدولي                                      | +36                                                         | +358                                                                                 |
| رمز الإنترنت                                              | .hu                                                         | .fi                                                                                  |
| المنطقة الزمنية                                           | ت ع م+01:00، ت ع م+02:00، أوروبا/بودابست ‏، توقيت وسط أوروبا | ت ع م+02:00، ت ع م+03:00، أوروبا/هلسنكي ‏، توقيت شرق أوروبا، توقيت شرق أوروبا الصيفي ‏ |

## مدن متوأمة
في ما يلي قائمة باتفاقيات التوأمة بين مدن مجرية وفنلندية:
- ترتبط زومباثلي مع لابينرنتا باتفاقية توأمة منذ 1991.
- ترتبط ناجيكانيزسا مع سالو باتفاقية توأمة منذ 1 يونيو 1998.
- ترتبط بيكيسكسابا مع ميكيلي باتفاقية توأمة منذ 1970.[15]
- ترتبط Sárospatak [الإنجليزية]‏ مع نوكيا باتفاقية توأمة.
- ترتبط Siófok [الإنجليزية]‏ مع أولو باتفاقية توأمة.
- ترتبط هاتفان مع كوكولا باتفاقية توأمة.
- ترتبط Szentes [الإنجليزية]‏ مع كآرينا باتفاقية توأمة.
- ترتبط شوبرون مع سينايوكي باتفاقية توأمة منذ 1987.
- ترتبط ازترغوم مع إسبو باتفاقية توأمة منذ 1992.
- ترتبط Orosháza [الإنجليزية]‏ مع Kuusankoski [الإنجليزية]‏ باتفاقية توأمة.
- ترتبط باكس مع لوفيسا باتفاقية توأمة.
- ترتبط سالجوتارجان مع فانتا باتفاقية توأمة.
- ترتبط Solt [الإنجليزية]‏ مع كيرافا باتفاقية توأمة منذ 2003.[16][16][17][17]
- ترتبط سيكشفهيرفار مع كيمي باتفاقية توأمة منذ 28 أكتوبر 1978.
- ترتبط Tapolca [الإنجليزية]‏ مع لمبالا باتفاقية توأمة.
- ترتبط Komárom [الإنجليزية]‏ مع Lieto [الإنجليزية]‏ باتفاقية توأمة.
- ترتبط كوسيغ مع كاركيلا باتفاقية توأمة منذ 1995.
- ترتبط Szigetszentmiklós [الإنجليزية]‏ مع Haukipudas [الإنجليزية]‏ باتفاقية توأمة.
- ترتبط كابوشفار مع راوما باتفاقية توأمة منذ 1995.[18][19][20][21]
- ترتبط فاك مع يارفنبا باتفاقية توأمة.
- ترتبط جيور مع كووبيو باتفاقية توأمة منذ 1971.
- ترتبط جاردوني مع Halikko [الإنجليزية]‏ باتفاقية توأمة.
- ترتبط Püspökladány [الإنجليزية]‏ مع هامينلينا باتفاقية توأمة.
- ترتبط بيتش مع لاهتي باتفاقية توأمة.
- ترتبط كيكسكيميت مع هوفينكا باتفاقية توأمة منذ 2006.[22][22][22]
- ترتبط غودولو مع Forssa [الإنجليزية]‏ باتفاقية توأمة.
- ترتبط Balatonfüred [الإنجليزية]‏ مع كوفولا باتفاقية توأمة.
- ترتبط زغتفار مع إيماترا باتفاقية توأمة.
- ترتبط Hajdúszoboszló [الإنجليزية]‏ مع فالكياكوسكي باتفاقية توأمة.
- ترتبط زالاجيرسيج مع فاركاوس باتفاقية توأمة منذ 1990.
- ترتبط Kiskőrös [الإنجليزية]‏ مع Lapua [الإنجليزية]‏ باتفاقية توأمة.
- ترتبط شاتوراياويهي [الإنجليزية]‏ مع لوهيا باتفاقية توأمة.
- ترتبط Boldog, Hungary [الإنجليزية]‏ مع كوكولا باتفاقية توأمة.
- ترتبط ميشكولتس مع تامبيري باتفاقية توأمة منذ 1996.
- ترتبط Szarvas [الإنجليزية]‏ مع Keuruu [الإنجليزية]‏ باتفاقية توأمة.
- ترتبط نيرغهازا مع كايآني باتفاقية توأمة منذ 1975.[23][23][23][23]
- ترتبط ايغر مع بوري باتفاقية توأمة.
- ترتبط دبرتسن مع يوفاسكولا باتفاقية توأمة منذ 1970.[24][24][25][25]
- ترتبط جرنغراتة مع رايسيو باتفاقية توأمة.

## منظمات دولية مشتركة
يشترك البلدان في عضوية مجموعة من المنظمات الدولية، منها:
| علم المنظمة | اسم المنظمة                               | تاريخ انضمام المجر | تاريخ انضمام فنلندا |
| ----------- | ----------------------------------------- | ------------------ | ------------------- |
|             | الاتحاد الأوروبي                          | 1 مايو 2004        | 1995                |
|             | وكالة ضمان الاستثمار متعدد الأطراف        | 21 أبريل 1988      | 28 ديسمبر 1988      |
|             | منظمة التعاون الاقتصادي والتنمية          | 7 مايو 1996        | 1969                |
|             | الأمم المتحدة                             | 14 ديسمبر 1955     | 14 ديسمبر 1955      |
|             | الوكالة الدولية للطاقة                    | ?                  | ?                   |
|             | الفريق المعني برصد الأرض                  | ?                  | ?                   |
|             | مركز تنسيق الحركة في أوروبا ‏              | ?                  | ?                   |
|             | منظمة حظر الأسلحة الكيميائية              | ?                  | ?                   |
|             | منظمة التجارة العالمية                    | 1995               | 1995                |
|             | منظمة الشرطة الجنائية الدولية             | ?                  | ?                   |
|             | منظمة الأمن والتعاون في أوروبا            | 25 يونيو 1973      | 25 يونيو 1973       |
|             | مؤسسة التنمية الدولية                     | 29 أبريل 1985      | 29 ديسمبر 1960      |
|             | نظام تحكم تكنولوجيا القذائف               | 1993               | 1991                |
|             | يونسكو                                    | 14 سبتمبر 1948     | 10 أكتوبر 1956      |
|             | مجلس أوروبا                               | 6 نوفمبر 1990      | 5 مايو 1989         |
|             | Strategic Airlift Capability ‏             | ?                  | ?                   |
|             | الاتحاد البريدي العالمي                   | ?                  | ?                   |
|             | البنك الدولي للإنشاء والتعمير             | 7 يوليو 1982       | 14 يناير 1948       |
|             | اتفاقية السماوات المفتوحة                 | ?                  | ?                   |
|             | الاتحاد الدولي للاتصالات                  | 1866               | 1 سبتمبر 1920       |
|             | مؤسسة التمويل الدولية                     | 29 أبريل 1985      | 20 يوليو 1956       |
|             | المنظمة الأوروبية لسلامة الملاحة الجوية   | 1992               | 2001                |
|             | المركز الدولي لتسوية المنازعات الاستشارية | 6 مارس 1987        | 8 فبراير 1969       |
|             | مجموعة أستراليا                           | 1993               | 1991                |
|             | مجموعة الموردين النوويين                  | ?                  | ?                   |

## أعلام
هذه قائمة لبعض الشخصيات التي تربطها علاقات بالبلدين:
- بيتر كوبتيف (لاعب كرة قدم فنلندي، 10 أبريل 1979[36] – )
- فيلي فالو (22 نوفمبر 1976 – )

## وصلات خارجية
- موقع وزارة الخارجية المجرية
- موقع وزارة الخارجية الفنلندية